# Fritz Fenne

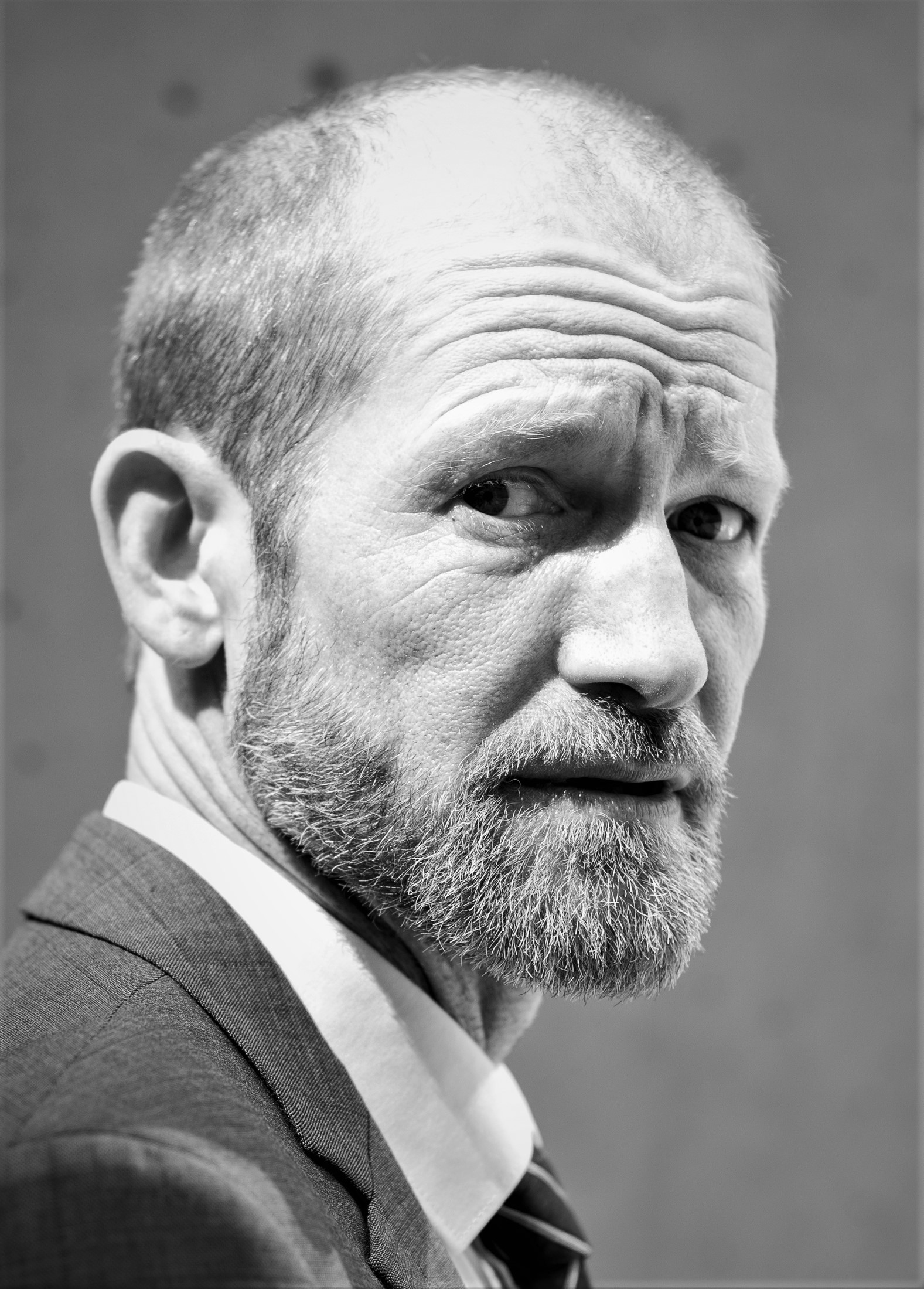
Fritz Fenne (2022)

Fritz Fenne (* 22. Mai 1973 in Bremen, Deutschland) ist ein deutscher Schauspieler und Hörspielsprecher.

## Leben
Fritz Fenne wuchs im Niedersächsischen Sulingen und Minden auf. In Hamburg besuchte er die Schule für Schauspiel. Während seiner Ausbildung sammelte er erste Erfahrungen am Schauspielhaus Hamburg. In Zürich hatte er dank eines Engagements durch Dieter Giesing die Gelegenheit, an einer großen Inszenierung teilzunehmen, wodurch sich indirekt 2000 die feste Anstellung am Theater Bremen mit einem Zwei-Jahres-Vertrag ergab. Dort blieb er bis 2005 und konnte dadurch mit den Regisseuren Karin Henkel, Lukas Langhoff, Andreas von Studtnitz, Michael Talke und Andrej Woron zusammenarbeiten.
Von dort aus wurde er an das Grillo-Theater Essen engagiert. Hier blieb er bis 2010 und wechselte dann zum Schauspielhaus Zürich.
Neben seinen Theaterengagements trat Fritz Fenne auch in Film und Fernsehen auf (Zwei Männer am Herd, Die Cleveren, St. Angela, Lebenslügen). Darüber hinaus fungierte er in diversen Hörspielen des Rundfunks als Sprecher. Hörern von Radio Bremen und der anderen ARD-Hörfunkprogramme ist er als Claas Berding, Teil des Ermittlerduos Claudia Evernich/Claas Berding im Radio-Tatort bekannt.

## Theater
- 1999: Schauspielhaus Hamburg
  - König Lear, William Shakespeare
  - Neue Freiheit..., Herbert Achternbusch
- 1999: Schauspielhaus Zürich
  - Marija, Isaak Emmanuilowitsch Babel
- 2000: Hamburger Kammerspiele
  - Gott ist ein DJ, Falk Richter[3]

- 2000–2005: Bremer Theater
  - Das Dunkel im Glas, Tomasz Urbanski, Regie: Michael Talke; gleichzeitig die Uraufführung in Deutscher Sprache.[4]
  - König Lear, William Shakespeare
  - Hamlet, William Shakespeare, Rolle: Hamlet
  - Geschichten aus dem Wiener Wald, Ödön von Horváth
  - Der Kirschgarten, Anton Pawlowitsch Tschechow
  - Endstation Sehnsucht, Tennessee Williams
  - Schöne Bescherungen, Alan Ayckbourn
  - Die Gerechten, Albert Camus
  - Der Jude von Malta, Christopher Marlowe
  - All Inclusive
  - Baal, Bertolt Brecht, Rolle: Ekhart
  - Sucking Dublin, Enda Walsh
  - Engel der Tankstelle, Ed Thomas, Rolle: Bri
  - Familienschlager, Erik Gedeon
  - Dostojewskij-Trip, Wladimir Sorokin
  - Armut, Reichtum, Mensch und Tier, Hans Henny Jahnn

- 2005–2010: Schauspiel Essen
  - Barbelo, von Hunden und Kindern, Biljana Srbljanović
  - Don Carlos, Friedrich Schiller
  - Was ihr wollt, William Shakespeare, Regie: David Bösch
  - Der Held der westlichen Welt, John Millington Synge, Regie: David Gieselmann
  - Anatomie Titus – Fall of Rome
  - Paradies
  - Jugend ohne Gott, Ödön von Horváth
  - Prinzessinnendramen I-III
  - Emilia Galotti, Friedrich Schiller
  - Othello, William Shakespeare,
  - Bluthochzeit, Federico García Lorca
  - Die Wildente, Henrik Ibsen
  - Die Räuber, Friedrich Schiller
  - Die Nibelungen, Friedrich Hebbel
  - Die Brüder Löwenherz, Astrid Lindgren
  - Die Vollbeschäftigten, Dietmar Loeffler

- 2010: Schauspielhaus Bochum
  - Transit

- 2010: Schauspielhaus Zürich
- Ödipus und seine Kinder, Sebastian Nübling[5]
- Weiter Träumen, Thomas Jonigk, Regie: Christof Loy[6][7]
- Viel Lärm um Nichts, William Shakespeare
- Geschichten aus dem Wiener Wald, Ödön von Horváth, Regie: Karin Henkel
- Magazin des Glücks, Lea Doher, Regie: Nina Mattenklotz

## Filmographie
- 1999–2001: Zwei Männer am Herd : Episoden:
  - Betriebsferien
  - Eine schwere Entscheidung
  - Kalt abserviert
  - Comeback für Conrad
- 2001: St. Angela Episode: Die Furcht vor der Freiheit
- Strassenstaub
- Examen
- Lebenslügen
- Zwei Männer am Herd
- Die Schule am See
- Die Cleveren
- 2011: Totem, Regie: Jessica Krummacher
- 2022: The City and the City
- 2023: Brothers

## Hörspiele (Auswahl)
- Martin Ahrends: Szenen aus dem Grenzgebiet. Musik: Mark Scheibe. Regie: Christiane Ohaus, Sprecher: Katrin Klein, Werner Wölbern, Susanne Schrader, Fritz Fenne, 76 min., Radio Bremen/Süddeutscher Rundfunk 2001.
- Klaus Obermaier, Christiane Ohaus: D.A.V.E. (Digital Amplified Video Engine). Literarische Vorlage: Ingeborg Bachmann, Italo Calvino, René Descartes, Howard Phillips Lovecraft, Florian Rötzer, Paul Virilio, 26 min, Radio Bremen, 2002.
- Hamlets Rache. Kriminalhörspiel für Kinder nach William Shakespeare. Bearbeitung: Jürgen Nola, Besetzung: Hamlet: Fritz Fenne, Claudius: Günter Lamprecht, Polonius: Peter Striebeck, Geist: Will Quadflieg, Sprecher: Hans Kemmer, Gertrud: Claudia Amm, u. a. Deutsche Grammophon Production / Universal Music 2003, ISBN 3-8291-1297-1.[8]
- Friedo Lampe: Septembergewitter. Hörspiel in zwei Teilen nach dem gleichnamigen Roman von Friedo Lampe. Bearbeitung und Regie: Christine Ohaus. Sprecher: Sylvester Groth, Antje von der Ahe, Hannah Detken, Fritz Fenne, Guido Gallmann, Jakob Gleim, Konstantin Graudus, Renato Grünig, Wolfram Grüsser, Ingeborg Heidorn, Radio Bremen / DeutschlandRadio Berlin / Norddeutscher Rundfunk 2003.[9]
- Noëlle Renaude: Madame Ka. Übersetzung aus dem Französischen: Klaus Gronau, Regie: Christiane Ohaus, Darsteller: Imogen Kogge, Hermann Lause, Werner Wölbern, Fritz Fenne, Radio Bremen 2004.[10]
- Christa-Maria Zimmermann: Gefangen im Packeis. Sprecher: Uwe Friedrichsen, Dietmar Mues, Christian Redl, Fritz Fenne, Der Hörverlag, 2005, ISBN 3-89940-595-1.
- Maja Das Gupta: Zappen. Regie: Christine Ohaus. Sprecher: Linda Olsansky, Fritz Fenne, 34 min., Radio Bremen, 2005.[11]
- Hans Pleschinski: Brabant. Bearbeitung: Christine Wunnicke, Regie: Hans Helge Ott, Mitwirkende: Walter Renneisen, Rosemarie Fendel, Fritz Fenne, Hans-Peter Hallwachs, Sabine Urban, Wolf-Dietrich Sprenger, Gerd Baltus u. a., 3 Teile, 150 min, Radio Bremen 2005.[12]
- Wolfgang Sieg: Mullworpsdörp. Mundarthörspiel, Regie: Jochen Schütt, Mitwirkende: Nils Ove Krack, Benjamin Utzerath, Fritz Fenne u. a., 45 min, Radio Bremen 2005.
- Gunda Wirschun: Jümmer Matthes. Mundarthörspiel. Regie: Ilka Bartels, Mitwirkende: Erkki Hopf, Claus Boysen, Fritz Fenne u. a., 44 min, Radio Bremen 2005.
- Moliere: Der geizige Vater. Hänsler 2006.
- Radiotatort Bremen
  - Schrei der Gänse. Autor: John von Düffel. Radio-Tatort. Radio Bremen. 2008.
  - Die Unsichtbare. Autor: John von Düffel. Radio-Tatort. Radio Bremen. 2009.
  - Das fünfte Gebot. Autor: John von Düffel. Radio-Tatort. Radio Bremen. 2010.
  - Wer sich umdreht oder lacht ... Autor: John von Düffel. Radio-Tatort. Radio Bremen. 2011.
  - Ein klarer Fall. Autor: John von Düffel. Radio-Tatort. Radio Bremen. 2012.
- Meuterei auf der Bounty
- Hans Pleschinski: Brabant. Bearbeitung: Christine Wunnicke, Regie: Hans Helge Ott, Mitwirkende: Walter Renneisen, Rosemarie Fendel, Fritz Fenne, Hans-Peter Hallwachs, Sabine Urban, Wolf-Dietrich Sprenger, Gerd Baltus u. a., 3 Teile, 150 min, Radio Bremen 2005.
- Jean-Luc Lagarce: Music Hall. Regie: Christine Ohaus. Mitwirkende: Leslie Malton, Florian von Manteuffel, Fritz Fenne, 64 min, Süddeutscher Rundfunk 2010.[13]